# Julie Hamann
Julie Caroline Hamann (født 9. februar 1842 i København; død 21. marts 1916 i Lyngby) var en dansk maler. Hun var ugift.

## Uddannelse
Hamann var elev hos Christian Thørrestrup, senere i Vilhelm Kyhns tegneskole 1875-77 og i Paris hos Tony Robert-Fleury.

## Udstillinger
Julie Hamann malede blomsterbilleder, men har derudover malet både portrætter og genrebilleder. Hun debuterede på Charlottenborgs Forårsudstilling 1863 og udstillede der 10 gange. Deltog i Kvindelige Kunstneres retrospektive Udstilling i 1920.
| - Blomsterbilleder - Blomstrende iris, 1897 - Opstilling med sommerblomster, åkander og iris i vase, 1899 - Tulipaner, liljer og forsythiagrene. (Mellem 1860 og 1916) - Tre malerier af snerler, solsikker, valmuer, ege- og bøgeløv. (Ml. 1860 og 1916) |

| - Portrætter - Portræt af pige i hvid kjole med lyserøde sløjfer, 1863 - Portræt af ung pige i lyserød kjole. (Ml. 1860 og 1916) - Ida Hamann ved kniplebrædtet. (Ml. 1860 og 1916) - Portræt af mørkhåret pige i hvid bluse og mørkerødt sjal. (Ml. 1860 og 1916) - Portræt af ældre herre med pelskåbe og hue. (Ml. 1860 og 1916) |

| - Andre værker af Julie Hamann - To nonner, 1880 - Den unge piges arbejde overvåges nøje fra døren. (Ml. 1860 og 1916) - En enkelt rød fluesvamp i bunden af en nåleskov. (Ml. 1860 og 1916) - Kystparti med mølle og små huse ved en klint. (Ml. 1860 og 1916) - Parti fra ruiner med hvælvede buer. (Ml. 1860 og 1916) - Pige og dreng på skovtur. (Ml. 1860 og 1916) - Piger læser højt på en skovtur. (Ml. 1860 og 1916) - Fra en klosterhave i St. Germain. (Ukendt dato) - Kystlandskab Ribe Kunstmuseum. (Ukendt dato) |